# Лохару (княжество)
Княжество Лохару — туземное княжество Индии в период британского владычество. Входило в состав Агентства Пенджабских княжеств и имело право на наследственный 9-пушечный салют.
Княжество Лохару занимало площадь в 222 квадратных мили (570 км²) и располагалось в юго-восточном части провинции Пенджаб, между округом Хисар и Агентством Раджпутана. В 1901 году княжество имело население 15 229 человек, из которых 2175 проживали в городе. С 1803 по 1835 год территория княжества Лохару также включала анклав Ферозепур Джирка. Внешние границы государства были определены периферийными городами Лохару, Бахал, Ишарвал, Кайру, Джуи Кхурд и Бадхра.
Хавели «наваба Лохару», известного как Махал Сара, находится в Гали-Касим-Джане в Баллимаране, где несколько лет жил его зять, известный поэт Мирза Галиб, чей собственный особняк Галиб ки-Хавели находится в окрестностях. Сейчас Махал Сараара, находится в районе Чандни Чоук в Старом Дели.

## История

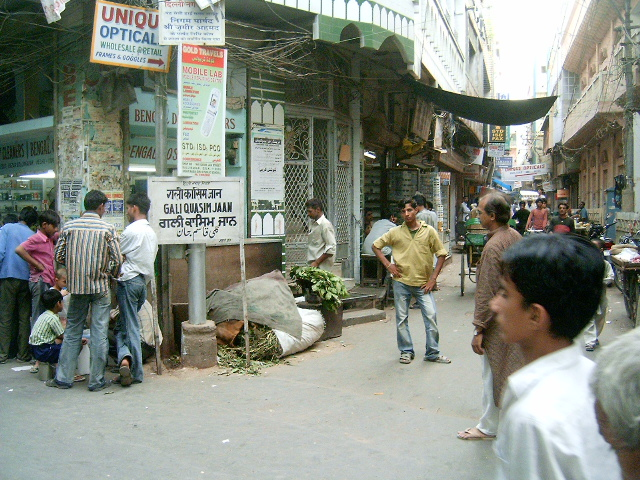
Гали Касим Джан в Баллимаране

Город Лохару, резиденция администрации княжества, получил свое название от Лохаров (местных кузнецов), которые были заняты в чеканке монет для бывшего княжества Джайпур. Княжеское государство Лохару было основано Ахмадом Бакш-Ханом в 1806 году, когда он получил город Лохару (вместе с парганой Ферозепур Джирка (ныне в округе Нух) от британского главнокомандующего лорда Лейка в награду за свои услуги против джатских правителей Бхаратпура.

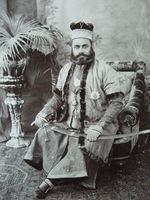
Сэр Амир-уд-Дин Ахмад-Хан (1860—1937), наваб Лохару (1884—1920)

Первым правителем Лохару стал Ахмад Бакш-Хан (? — 1827), второй сын Мирзы Арифа Джан-Бека, фауджара Аттока. Сражался вместе с англичанами против маратхов и джатов, одержав знаменитую победу при Лашвари. Дипломатический раджи Алвара в 1803—1825 годах, служил под началом лорда Лейка во время маратхской войны 1803—1806. В октябре 1822 года он передал свои правящие полномочия старшему сыну Шамс уд-Дину Ахмад-Хану (1809—1835). Его правление длилось недолго. В 1835 году он был казнен британцами за участие в заговоре с целью убийства британского резидента в Дели сэра Уильяма Фрейзера. Известный поэт урду Дааг Дехлви (1831—1905) был одним из сыновей Шамс уд-Дина Ахмад-Хана.
В сентябре 1835 года после низложения своего старшего брата Шамс уд-Дина Ахмад-Хана новым правителем Лохару был назначен Амин-уд-Дин Ахмад-Хан (1812—1869). Впоследствии феод (паргана) Ферозепур Джирка был конфискован британцами. Амин-уд-Дин и его брат Зия-уд-Дин находились под наблюдением после Сипайского восстания 1857 года. В марте 1862 года Амин-уд-Дин получил санад, подтверждающий наследование в соответствии с исламскими законами. В 1866 году он был восстановлен в титуле наваба.
В феврале 1869 года после смерти Амин-уд-Дина новым правителем Лохару стал его старший сын Ала уд-Дин Ахмад-Хан (1833—1884), получивший титул наваба Лохару. Сын Ала уд-Дина, Амир-уд-Дин Ахмад-Хан (1859—1937), после управления государством от имени своего отца, сменил его в 1884 году, хотя с 1893 по 1903 год он оставался администратором и советником в княжестве Малеркотла — в это время государством управлял его младший брат Башир уд-Дин Ахмад-Хан (1863—1929). В 1903 году Амир-уд-Дин Ахмад-Хан также получил от британского правительства Орден Звезды Индии, а 1 января 1903 года ему было разрешено лично салютовать из 9 орудий. Позднее он стал членом законодательного совета вице-короля Индии.

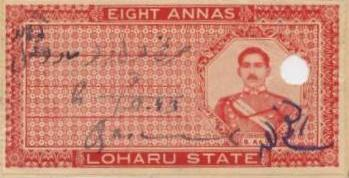
Марка княжества Лохару, выпущенная при навабе Амин-уд-Дине Ахмад-Хане (1926—1947)

В апреле 1920 года Амир-уд-Дин Ахмад-Хан отрекся от престола в пользу своего старшего сына Аиз-уд-Дина Ахмад-Хана, который скончался в 1926 году. Ему наследовал его сына Амин ад-Дин Ахмад-Хан (1911—1983), последний наваб Лохару (1926—1947). Однако, поскольку новый наваб был еще молод, его дед Амир-уд-Дин Ахмад-Хан вмешался и взял на себя управление княжеством до 1931 года.
После обретения Индией независимости в 1947 году княжество Лохару присоединилось к Индийскому союзу, и многие правящие семьи и мусульманские жители города вновь поселились в пакистанском Лахоре, хотя наваб и его прямые потомки (за исключением старшей дочери наваба Аминуддина Ахмада Махбано Бегум, живущей в Исламабаде) остались в Индии.

## Навабы Лохару
- 1806—1822: Ахмад Бахш-Хан (? — октябрь 1827), второй сын Мирзы Арифа Джан-Бека, фаудара Аттока
- 1822—1835: Шамс-уд-Дин Ахмад-Хан (1809 — 3 октября 1835), старший сын предыдущего
- 1835 — 27 февраля 1869: Амин-уд-Дин Ахмад-Хан (1812 — 27 февраля 1869), второй сын Ахмада Бахш-Хана.
- 27 февраля 1869 — 31 октября 1884: Ала уд-Дин Ахмад-Хан (1833 — 31 октября 1884), старший сын предыдущего
- 31 октября 1884 — апрель 1920: Амир-уд-Дин Ахмад-Хан (26 января 1860 — 19 января 1937), второй сын предыдущего
- Апрель 1920 — 30 октября 1926: Азиз-уд-Дин Ахмад-Хан (27 декабря 1885 — 30 октября 1926), старший сын предыдущего
- 30 октября 1926 — 15 августа 1947: Майор Амин-уд-Дин Ахмад-Хан II (23 марта 1911 — 12 июня 1983), старший сын предыдущего.

### Титулярные навабы
- 15 августа 1947 — 12 июня 1983: Амин-уд-Дин Ахмад-Хан II (23 марта 1911 — 12 июня 1983), старший сын Азиз-уд-Дина Ахмад-Хана
- 12 июня 1983 — настоящее время: Ала уд-Дин Ахмад Хан (род. 30 июля 1938), старший сын предыдущего.

Вероятным наследником княжеского титула является Амир уд-Дин Ахмад-Хан (Фаррух Нехад Мирза) (род. 10 октября 1961, Дели), старший сын предыдущего.

## Известные члены династии
Правящая семья Лохару была связана родством и брачными союзами с несколькими важными мусульманскими личностями 19-го века, в том числе:
- Мирза Галиб (1796—1869), известный поэт на урду и персидском, с 1810 года был женат на Умрао Бегум, дочери наваба Илахи Бахш-Хана, младшего брата первого наваба Ахмада Бакш-Хана.
- Дааг Дехлви (1831—1905), известный поэт урду, был сыном второго наваба Шамс-уд-Дина Ахмад-Хана[14][15].
- Саид Ахмад-хан (1817—1898), мусульманский реформатор и государственный деятель XIX века, сын Мухаммада Муттаки, личного советника императора Акбара Шаха II
- Фахруддин Али Ахмед (1905—1977), 5-й президент Индии (1974—1977)
- Ибрагим Али Хан Патауди, наваб из Патауди (1913—1917), женился на Шахар Бано Бегум, дочери наваба Амируддина Ахмад-Хана.

## После обретения независимости

### Потомки Лохару в Индии
- Амин уд-Дин Ахмад-Хан (1911—1983), последний правящий наваб (1926—1947). Служил в индийской армии, участвовал в боевых действиях во время освобождения Португальской Индии в 1961 году. Позже он был избран в Законодательное собрание штата Раджастхан и завершил свою пеструю карьеру в качестве губернатора штата Химачал-Прадеш (1977—1981) и губернатора штата Пенджаб (1981—1982).
  - Ала-уд-Дин Ахмад-Хан II (род. 1938), старший сын предыдущего, формальный глава княжеского дома с 1983 года. Пробыв в Калькутте много лет, он теперь живет в городе Лохару, где в его центре стоит Форт Лохару, ныне лежащий в руинах[18] и являющийся главной туристической достопримечательностью[19]
  - Аймад-уд-Дин Ахмад Хан, или «Дурру Миан» (род. 1944), младший брат предыдущего. Был женат на Фаузии Ахмад Хан, политик Индийского национального конгресса, член Законодательного собрания Раджастхана[20], министр здравоохранения штата Раджастхан, проживает в Джайпуре.
  - Бегум Нур Бано (род. 1939), сестра предыдущих, муж с 1956 года майор Зульфикар Али Хан (1933—1992), титульный наваб Рампура, и член 11-й Лок Сабха и 13-й Лок Сабха.

### Потомки Лохару в Пакистане
- Джамилуддин Аали (1925—2015), пакистанский поэт, драматург[21].
* Махбано Бегум (род. 1934), старшая дочь наваба Амин-уд-Дина Ахмад-Хана, муж с 1956 года Самиулла Муджахид Кореши (род. 1926), посол Пакистана[12]
- Джунаид Джамшед Хан (1964—2016), пакистанский артист, телеведущий, модельер, сын внучки последнего наваба Лохару